# Vikna
Gmina Vikna (norw. Vikna kommune) – była norweska gmina leżąca w regionie Trøndelag. Jej siedzibą było miasto Rørvik.
Vikna była 272. norweską gminą pod względem powierzchni.
1 stycznia 2020 gmina Vikna połączyła się z gminą Nærøy w jedną gminę o nazwie Nærøysund.

## Demografia
Według danych z roku 2005 gminę zamieszkiwało 4013 osób. Gęstość zaludnienia wynosiła 12,96 os./km². Pod względem zaludnienia Vikna zajmowała 230. miejsce wśród norweskich gmin.
| ludność stan na 1 stycznia 2005 |         |           |       |
|                                 | kobiety | mężczyźni | razem |
| osób                            | 2000    | 2013      | 4013  |
| %                               | 49,84%  | 50,16%    | 100%  |

| wykształcenie stan na 1 października 2004 |        |         |        |        |
|                                           | podst. | średnie | wyższe | niezn. |
| osób                                      | 781    | 1851    | 420    | 45     |
| %                                         | 25,22% | 59,77%  | 13,56% | 1,45%  |

## Edukacja
Według danych z 1 października 2004:
- liczba szkół podstawowych (norw. grunnskolar): 2
- liczba uczniów szkół podst.: 582

## Władze gminy
Według danych na rok 2011 administratorem gminy (norw. rådmann) był Roy Harlad Ottesen, natomiast burmistrzem (norw. ordfører, d. borgermester) była Karin Søraunet.